# Da'el

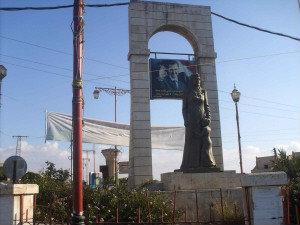
Stadtplatz von Da'el.

Daʿel oder Dael (arabisch داعل, DMG Dāʿil) ist eine Stadt im Süden Syriens, gelegen an der antiken Straße, die aus nördlicher Richtung nach Damaskus führt.
Sie liegt rund 14 km entfernt von Darʿā (درعا), hat eine Bevölkerung von 25.000–35.000 Einwohnern. Haupterwerbszweig der Bevölkerung ist die Landwirtschaft, angebaut werden Weizen, Bohnen, Oliven und Wein. Fachkräfte arbeiten als Gastarbeiter in Ländern am Persischen Golf, den Vereinigten Arabischen Emiraten, Saudi-Arabien, Kuwait und Katar. Zwischen 1894 und 1914 bediente die Hauranbahn den Bahnhof der Stadt.